# 晏端書
晏端書（1800年—1882年），字彤甫，一字巢芸，號蛻叟，江苏仪征人，清朝政治人物。

## 生平
道光十八年（1838年）进士。選庶吉士，散館授編修。道光二十六年（1846年）出任浙江杭州府知府，改湖州府，升杭嘉湖道道尹，历任福建汀漳龍道、浙江寧紹台道等職。咸豐四年（1854年）升任浙江按察使，六年升江西布政使，改山東布政使，同年升任浙江巡撫，兼署學政。咸豐九年（1859年）任大理寺卿，次年任督辦江北團練大臣，升左副都御史。同治元年（1862年）署兩廣總督，兼署廣東巡撫。

## 轶事
清代野記下卷記載，晏端書擔任團練大臣守揚州時，在城樓上看見反賊逼近，就藉口內急，而且一定要用習慣的廁所才行，於是便匆匆下城，不知所終。

## 外部連結
- 晏端書 （页面存档备份，存于） 中研院史語所

| 官衔          | 官衔                                      | 官衔          |
| ------------- | ----------------------------------------- | ------------- |
| 前任： 何桂清 | 浙江巡撫 1856年上任                       | 繼任： 胡興仁 |
| 前任： 劉長佑 | 兩廣總督 任職期間：1863年2月14日－ 7月6日 | 繼任： 毛鴻賓 |